# Clara Ward
Clara Ward, också känd som Princesse de Caraman-Chimay, född 17 juni 1873 i Detroit, död 9 december 1916 i Padua, var en amerikansk societetskvinna, dansös och fotomodell.
Hon var gift fyra gånger, initialt med den belgiske prins Joseph de Caraman-Chimay, och var under sina senare äktenskap en tid verksam som dansös och modell. Hon var en av de stora kändisarna i den internationella skvallerpressen kring sekelskiftet 1900, då hon ständigt förekom i skandalrubriker för sina äktenskap och sina kärleksaffärer, sin danskarriär (som på den tiden sågs som skandalös), och sina vågade modellbilder. Hon poserade under sin modellkarriär i för sin tid utmanande bilder som fick internationell spridning. 